# 最高人民法院立案庭
最高人民法院立案庭，位于北京市东城区东交民巷27号，是中华人民共和国最高人民法院内设机构。

## 沿革
1987年9月25日，最高人民法院设立告诉申诉审判庭，将信访工作纳入职责范围。从1987年10月4日起开始办公。1987年10月8日，《最高人民法院关于最高人民法院告诉申诉审判庭的职责范围和启用印章的通知》下发，规定告诉申诉审判庭的职责范围是：受理和审查刑事申诉；受理和审查民事申诉；受理和审查经济申诉；受理指定管辖的请求和请示；受理有关告诉的来信来访；监督和指导地方各级法院的告诉申诉工作；办理中央领导同志、全国人大常委会和本院领导交办的告诉申诉案件和其他事项；办理非诉来信来访。2000年，撤销告诉申诉庭，成立立案庭、审判监督庭。
2000年12月4日，《最高人民法院机关内设机构及新设事业单位职能》（法发〔2000〕30号）发布，其中规定最高人民法院机关内设机构有立案庭，职能是：
1. 对最高人民法院办理的各类案件进行立案。其中，对最高人民法院受理的各类第一、二审案件，死刑复核案件以及请示案件，最高人民检察院按照审判监督程序提出的抗诉案件，领导和领导机关批办转办的各类申诉、申请再审案件，不服高级人民法院裁判的知识产权、海事、行政、执行、赔偿申诉和申请再审的案件登记立案后转有关庭(办)处理。
2. 审查不服最高人民法院生效裁判的各类申诉和申请再审案件，审查不服高级人民法院复查驳回、再审改判的刑事、民事(不含知识产权、海事等)申诉和申请再审案件，认为申诉无理的，予以驳回；符合立案条件的，移送审判监督庭审查处理。
3. 审查处理未经高级人民法院复查、再审的不服基层人民法院、中级人民法院、高级人民法院刑事、民事(不含知识产权、海事等)申诉和申请再审的案件。对其中少数符合立案条件的，移送审判监督庭处理。
4. 审查处理未经高级人民法院复查、再审的不服基层人民法院、中级人民法院知识产权、海事、行政、执行、赔偿申诉和申请再审的案件。对其中符合立案条件的，移送有关庭(办)处理。
5. 处理非诉来信、来访。
6. 审理管辖争议案件。
7. 处理司法救助申请事宜。
8. 对最高人民法院审理的各类案件进行审限流程管理[3]。

2009年9月9日，经中央机构编制委员会办公室批准，最高人民法院立案一庭、立案二庭正式成立。根据最高人民法院党组《关于印发我院立案一庭、立案二庭主要职责的通知》（法组（2009）97号），最高人民法院立案一庭主要职责是：“受理并依法审查处理向最高人民法院提起的申诉和涉诉信访案件；依法审理不予受理、管辖权异议上诉案件；依法处理管辖争议案件；对最高人民法院依法受理的各类案件登记立案；负责司法救助工作；对最高人民法院各类案件进行流程管理；组织最高人民法院司法警察直属一队执行公务；对下级法院有关案件立案、受理与管辖、民事审前准备、立案调解和案件流程管理等工作进行指导；参与制定有关司法解释。”；最高人民法院立案二庭主要职责是：“对不服各级人民法院生效民事裁判提出的再审申请进行审查，需要进行再审的，提审后移送有关审判庭审理或裁定指令下级法院再审；对下级法院民事申请再审审查工作进行指导；参与制定有关司法解释。”
2014年，最高人民法院立案一庭、立案二庭合并为最高人民法院立案庭。

## 职能
目前立案庭“主要负责最高人民法院受理的各类案件登记立案；负责办理立案、管辖权争议案件；审查处理有关申诉及再审申请案件；负责司法救助工作。”

## 历任庭长、副庭长
| 庭长 - 黄尔梅（2002年2月28日—2004年10月27日） - 刘学文（2004年12月29日—2009年8月27日） - 刘学文（2009年8月27日—2011年6月30日，立案一庭庭长） - 郑学林（2009年8月27日—2014年6月27日，立案二庭庭长） - 姜启波（2011年6月30日—2014年6月27日，立案一庭庭长） - 姜启波（2014年6月27日—2018年4月27日） - 郑学林（2018年4月27日—2019年6月29日） - 钱晓晨（2019年6月29日—） | 副庭长 - 刘学文（2000年8月25日—2004年12月29日） - 马迎新（2001年10月27日—2009年8月27日） - 郑学林（2001年10月27日—2009年8月27日） - 曹巍（2005年7月1日—2009年8月27日） - 姜启波（2005年7月1日—2009年8月27日） - 马迎新（2009年8月27日—2010年10月28日，立案一庭副庭长） - 姜启波（2009年8月27日—2011年6月30日，立案一庭副庭长） - 曹巍（2009年8月27日—2014年4月24日，立案二庭副庭长） - 高莎薇（2009年12月26日—2014年6月27日，立案一庭副庭长） - 林文学（2009年12月26日—2014年6月27日，立案二庭副庭长） - 钱晓晨（2010年10月28日—2014年6月27日，立案一庭副庭长） - 杨永清（2010年10月28日—2014年6月27日，立案二庭副庭长） - 钱晓晨（2014年6月27日—2014年12月28日） - 王锦亚（2014年6月27日—） - 甘雯（2014年6月27日—2017年9月1日） - 包剑平（2014年8月31日—） - 金剑锋（2014年12月28日—2017年12月27日） - 续文钢（2017年4月27日—2020年6月20日） - 杨立初（2017年12月27日—2021年12月24日） - 刘雪梅（2020年6月20日—） |